# Scylliogaleus quecketti
Il palombo dai lobi nasali ampi (Scylliogaleus quecketti Boulenger, 1902) è una specie di palombo della famiglia dei Triakidi, unico rappresentante del suo genere. È diffuso nelle acque subtropicali al largo del Sudafrica, nell'oceano Indiano occidentale, tra i 27 e i 33° di latitudine sud. Con una lunghezza stimata tra i 60 e i 90 cm, è di colore grigio sul dorso e bianco sul ventre e presenta un muso smussato con grandi lobi nasali fusi. Possiede denti simili a piccoli sassolini e ha la prima e la seconda pinna dorsale delle stesse dimensioni. Si nutre principalmente di crostacei, quali granchi, gamberetti e aragoste, e di alcuni molluschi, come i calamari. È una specie vivipara e ha un tasso di fecondità molto basso, dal momento che la femmina partorisce solo da due a quattro piccoli per volta. Dopo una gestazione di nove o dieci mesi, la femmina dà alla luce dei piccoli lunghi circa 34 cm. I piccoli appena nati hanno margini bianchi sulle pinne dorsali, anali e caudali. Finora ne sono stati registrati solo 30 esemplari. Non più osservato dai biologi dal 1902, ne è stato catturato un esemplare nel 2020 nel corso del programma televisivo Extinct or Alive (trasmesso in Italia come Vivi, morti o estinti): dopo essere stato munito di un sensore di tracciamento satellitare, è stato rilasciato.